# Кинелон (Њу Џерзи)
Кинелон (енгл. Kinnelon) град је у америчкој савезној држави Њу Џерзи.

## Демографија
По попису из 2010. године број становника је 10.248, што је 883 (9,4%) становника више него 2000. године.
| Група             | 2000.         | 2010.         |
| Белци             | 8.775 (93,7%) | 9.204 (89,8%) |
| Афроамериканци    | 54 (0,6%)     | 93 (0,9%)     |
| Азијати           | 266 (2,8%)    | 437 (4,3%)    |
| Хиспаноамериканци | 218 (2,3%)    | 418 (4,1%)    |
| Укупно            | 9.365         | 10.248        |